# Atiusalangane
Die Atiusalangane  (Aerodramus sawtelli, Syn.: Collocalia sawtelli) ist eine Vogelart aus der Familie der Segler (Apodidae). Sie kommt auf Atiu in den südlichen Cookinseln vor. Das Artepitheton bezieht sich auf Gordon Henry Sawtell (1929–2010), den britisch-neuseeländischen Administrator auf den Cookinseln.

## Merkmale
Mit einer Körperlänge von 10 cm ist die Atiusalangane ein eher kleiner Vertreter der Salanganen. Der relativ lange Schwanz ist gegabelt. Die Oberseite ist schwarzbraun und kontrastiert mit dem hellgrauen Bürzel. Die Unterseite ist hell graubraun, am dunkelsten auf den Unterschwanzdecken. Der helle Überaugenstreif ist reduziert oder fehlend. Von der Nominatform der Polynesiensalangane (Aerodramus leucophaeus leucophaeus) unterscheidet sie sich durch die geringere Größe, den kürzeren Schwanz, die helleren Federbasen der Oberschwanzdecken, die hellere Unterseite und durch eine andere Schnabelstruktur.

## Systematik
Die Atiusalangane wurde 1974 von David T. Holyoak als Collocalia sawtelli erstbeschrieben. Sie wurde als eng verwandt mit der Polynesiensalangane oder sogar als deren Unterart angesehen, unterscheidet sich aber offenbar in den Nistgewohnheiten. Sie könnte möglicherweise eine Unterart der Weißbürzelsalangane (Aerodramus spodiopygius) repräsentieren, die in Größe und Gefieder sehr ähnlich ist und nicht weit von den Cookinseln entfernt vorkommt.

## Lebensraum

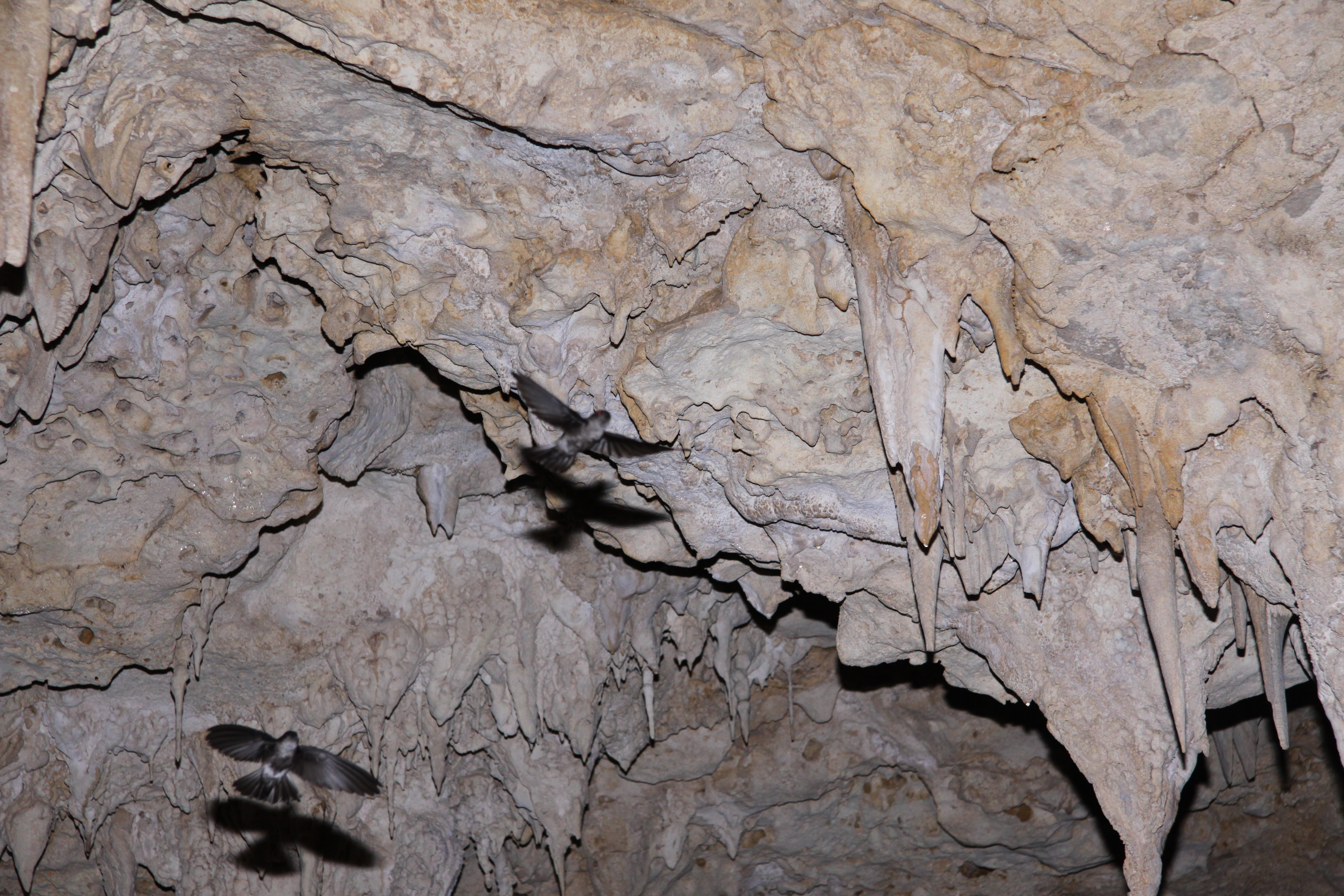
Atiusalanganen in einer Tropfsteinhöhle

Die Art kommt sowohl in offenen als auch in bewaldeten Lebensräumen vor. Sie bevorzugt Wälder, landwirtschaftlich genutzte Flächen wie Ackerland und besiedelte Teile der Insel (z. B. Gärten), meidet aber den trockenen, hochgelegenen Korallenring der Insel.

## Lautäußerungen

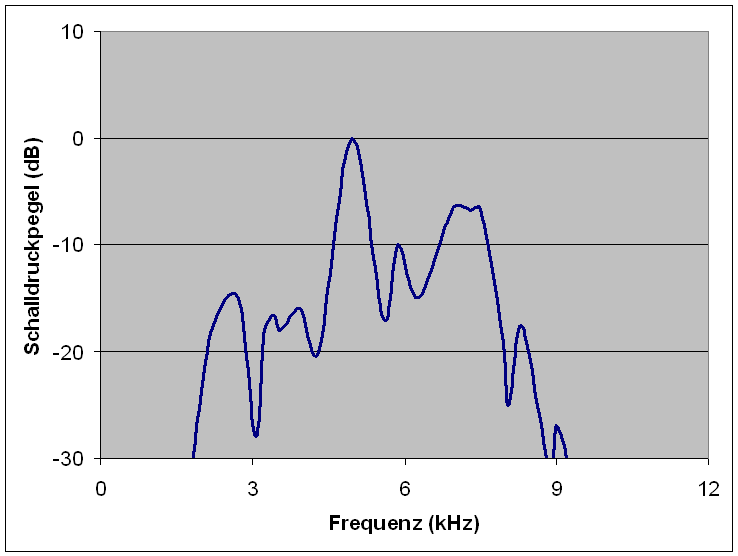
Frequenzspektrum des Klicklauts der Atiusalangane (Aerodramus sawtelli)

Die Atiusalangane nutzt die Echoortung in Nisthöhlen, indem sie wiederholte Klicklaute mit hoher Bandbreite von 4 bis 14 Klicks pro Sekunde ausstößt, die ein rasselndes tic-tic-tic-tic-tic-tic... erzeugen. Die Atiusalangane unterscheidet sich von anderen Salanganen dadurch, dass sie ausschließlich Einzel- statt Doppelklicks ausstößt.

## Nahrungsverhalten
Über das Nahrungsverhalten ist nur wenig bekannt. Bei einer Kotanalyse bestanden alle identifizierbaren Fragmente aus Überresten von Insekten, mit Ausnahme von gelegentlichen Federfragmenten, während in Gewöllen nur Käfer (Coleoptera) und Fliegen (Diptera) identifiziert wurden. Überreste der Borkenkäferart Xyleborus perforans, einem Schädling, waren in ca. 75 % aller analysierten Gewölle vorhanden. Die Art fliegt langsam in den Baumkronen und an den Waldrändern.

## Fortpflanzungsverhalten
Die meisten Nester werden im September gebaut, die letzten Küken werden im April flügge. Die Brutplätze befinden sich in der Vaitupurangi-Höhle und in der Anatakitaki-Höhle. Das Nest ist üblicherweise tellerförmig. Beim Bau wird eine kleine Menge Speichel verwendet. Nester auf Felsvorsprüngen werden auf einem Sockel abgestützt. Das Nest besteht in erster Linie aus pflanzlichem Material, vor allem aus Kokosnussfasern und Flechten, in geringerem Umfang auch aus den Nadeln von Kasuarinen, Gras, Blättern von Bedecktsamern und Passionsfrucht-Ranken. Weitere Bestandteile sind Federn und seltener die eigenen Eierschalen sowie Blüten der Art Ocimum gratissimum. Zwei Eier werden von beiden Geschlechtern bebrütet. Manchmal gibt es zwei Bruten im Jahr. Das Durchschnittsgewicht der Jungen beträgt 1,1 g beim Schlüpfen und 9,5 g nach dem Flügge werden, wobei die Nestzeit durchschnittlich 53 Tage beträgt.

## Gefährdung und Schutz
Die IUCN klassifiziert die Atiusalangane als „gefährdet“ (vulnerable). Sie hat ein eingeschränktes Verbreitungsgebiet und kommt in der Endemic Bird Area Southern Cook Islands vor. Bislang ist kein Populationsrückgang erkennbar. Bei der Entdeckung der Art im Jahr 1973 war man noch von nur 60 Nestern ausgegangen; bei einer Zählung in den Jahren 1987 bis 1988 wurden 190 aktive Nester in zwei Höhlen gezählt. Es wird angenommen, dass darüber hinaus weitere kleinere Kolonien existieren. Einige Studien zeigen eine Dichte von 1 Brutvogel pro 7 ha, was einer Gesamtzahl von 380 Brutvögeln auf der Insel entspricht. Die Nachstellung durch Krabben und Verhungern nach Stürzen aus dem Nest sind die Hauptursachen für die Sterblichkeit der Jungvögel. Die Störung durch Touristen könnte in Zukunft ein Problem darstellen.